# Sergi Darder
Sergi Darder Moll, född 22 december 1993, är en spansk fotbollsspelare som spelar för Mallorca. 

## Karriär
Darder debuterade för Lyon i Ligue 1 den 20 september 2015 mot Olympique de Marseille (1–1).
Den 11 augusti 2023 värvades Darder av Mallorca, där han skrev på ett femårskontrakt.